# Opatovice I
Opatovice I (deutsch Opatowitz I) ist eine Gemeinde in Tschechien. Sie liegt elf Kilometer südlich von Kutná Hora und gehört zum Okres Kutná Hora.

## Geographie
Opatovice I liegt in der Talmulde des Baches Opatovický potok in den Ausläufern der Böhmisch-Mährischen Höhe. Südwestlich des Ortes liegt das Waldgebiet des Opatovický les. Oberhalb des Dorfes speist der Bach vier Teiche.
Nachbarorte sind Březová im Norden, Korotice im Nordosten, Lomeček und Lány im Osten, Vilémovice im Südosten, Červené Janovice im Süden, Černíny im Südwesten, Zavadilka und Předbořice im Westen sowie Bahynko und Bahno im Nordwesten.

## Geschichte
Opatovice wurde 1344 erstmals urkundlich erwähnt. Besitzer des Ortes wurde um 1350 der reiche Kuttenberger Bürger Jan Glencl, der abseits vom anderen klösterlichen Besitz gelegenen Dorf dem Kloster Sedlec abkaufte. Glencl vermachte später seine Güter dem Spital in Kuttenberg. 1379 verkaufte der Rat zu Kuttenberg den Hof Opatovice an den Bürger Václav Bartoš. Im 15. Jahrhundert wurden die Dobřenský z Dobřenic Besitzer und danach die Janovský ze Soutic. In dieser Zeit gelangte das Dorf wahrscheinlich an die Herrschaft Janovičky. Von 1440 bis 1461 besaß Aleš ze Soutic Opatovice, danach gelangte der Ort an die Seitenlinie der Janovský ze Suchotlesk, die ihren Sitz im heute erloschenen Dorf Suchotlesky bei Zbýšov hatten. Anfang des 16. Jahrhunderts erwarben die Brüder Hynko und Wenzel von Haugwitz auf Biskupitz die Güter. Hynko von Haugwitz verkaufte Janovičky einschließlich des zugehörigen Opatovice 1524 an Dietrich Lukavecký von Lukavec. Zehn Jahre später erwarb Jindřich Firšic z Nabdína und nach ihm Jan Pařízek von Pařízek die Herrschaft. 1541 kaufte Adam von Říčany die Herrschaft Janovičky, zu der die Orte Janovičky, Zdeslavice, Zhoř, Chvalov, Bludov und Opatovice gehörten. Dessen Besitz wurde 1547 wegen Beteiligung am böhmischen Ständeaufstand von 1547 konfisziert und Opatovice fiel an die Krone Böhmen. Ab 1561 folgten weitere Besitzerwechsel und 1575 erwarb Albrecht von Kolowrat-Novohradský den Ort. Bis 1616 gehörte Opatovice verschiedenen Linien des Geschlechts der Kolowrat, danach wurde das Dorf von Janovičky losgelöst und an Beneš Březský von Ploskovice auf Bohdaneč verkauft.
Nach dem Dreißigjährigen Krieg wurde Opatovice ein selbstständigen Gut, das dem Philipp Mulzer von Rosenthal gehörte. Ihm folgte dessen Sohn Karl Mulzer von Rosenthal, der 1684 starb. Nachfolgender Besitzer war Wilhelm Leopold Záruba von Hustiřan. Ab 1735 gehörte Opatovice dem Jesuitenkolleg Kuttenberg. Nach der Aufhebung des Jesuitenordens 1773 gelangte Opatovice 1773 an den Religionsfonds, von dem es 1824 Jan František Svoboda erwarb.
Nach der Ablösung der Patrimonialherrschaften wurde Opatovice 1850 eine selbstständigen Gemeinde im Bezirk Kuttenberg. 1865 verkaufte Johanka Svobodová die Güter an Christian von Schaffer. Dessen gleichnamiger Sohn verkaufte den herrschaftlichen Wald an die Stadt Kutná Hora, die ihn zusammen mit ihren Gütern in Červené Janovice verwaltete. Seit dem Jahre 1921 trägt das Dorf zur Unterscheidung von einem zum selben Bezirk gehörigen gleichnamigen Ort (Opatovice II) den Namen Opatovice I. Nach dem Februarumsturz 1948 wurden die Wälder der Stadt Kutná Hora verstaatlicht. Im Zuge der Gemeindegebietsreform von 1961 erfolgte die Eingemeindung von Opatovice I nach Červené Janovice. 1989 wurden die Wälder und Teiche an die Stadt Kutná Hora restituiert. Seit dem 24. November 1990 bildet Opatovice I wieder eine Gemeinde.

## Gemeindegliederung
Für die Gemeinde Opatovice I sind keine Ortsteile ausgewiesen.

## Sehenswürdigkeiten
- Kapelle der Hl. Dreifaltigkeit am Teich Mlýnský rybník, rekonstruiert 2004